# اس‌اس اریا (۱۹۲۰)
اس‌اس اریا (۱۹۲۰) (به انگلیسی: SS Oria (1920)) یک کشتی بود که طول آن ۸۶٫۹ متر (۲۸۵ فوت ۱ اینچ) بود. این کشتی در سال ۱۹۲۰ ساخته شد.